# Glyceria insularis
Glyceria insularis är en gräsart som beskrevs av Charles Edward Hubbard. Glyceria insularis ingår i släktet glycerior, och familjen gräs. Inga underarter finns listade i Catalogue of Life.